# Ernestina Herrera de Noble
Pour les articles homonymes, voir Herrera et Noble (homonymie).
Ernestina Herrera de Noble, née le 7 juin 1925 à Buenos Aires (Argentine) et morte le 14 juin 2017 dans la même ville, est une éditrice et femme d'affaires argentine. 
Elle était la principale actionnaire du conglomérat de médias Grupo Clarín (es) et propriétaire du journal Clarín.

## Biographie

### Mariage
Ernestina Herrera Laura naît en Argentine en  1925. Alors qu'elle est danseuse de flamenco, elle rencontre l'éditeur du journal Clarín, Roberto Noble, vers 1950. Ils entretiennent une relation secrète jusqu'à ce que ce dernier divorce de son épouse, Guadalupe Zapata, au cours des années 1960. Ernestina Herrera peut ainsi se marier avec lui en 1967. Il décède d'un cancer le  12 janvier 1969.

### Héritière et femme d'affaires
En tant que sa veuve, elle hérite d'une participation dans le contrôle du journal Clarín, quotidien le plus largement diffusé en Argentine depuis 1965. En dépit de ses nombreux tirages, le journal éprouve des difficultés financières au moment où Ernestina Noble reçoit ses parts. 
Elle se tourne alors vers un ancien associé de son mari, Rogelio Frigerio, qui prête à Clarín dix millions de dollars, en 1971. Le journal est alors un soutien du gouvernement en place. En outre, elle charge Héctor Magnetto de s'occuper des finances du journal.
En 1977 a lieu un accord avec le principal concurrent de Clarín, La Nación, et l'État argentin. Sous la direction d'Ernestina Noble, Clarín élargit sa portée dans les médias argentins, achète en 1990 la station Radio Mitre et la chaîne de télévision Canal 13, le groupe câblé Multicanal en 1992, ainsi que d'autres stations et magazines. Elle étend le partenariat avec La Nación en amenant Clarín dans une agence de presse unique, « Diarios y Noticias » (DYN), en 1982, qui devient une société holding en 1997, « Cimeco SA », obtenant des participations majoritaires dans de nombreux journaux régionaux (notamment dans le Los Andes Mendoza et le La Voz del Interior de Córdoba). Contrôlé par Ernestina Noble et les administrateurs Héctor Magnetto, José Antonio Aranda et Lucio Rafael Pagliaro, Grupo Clarín devient, en 1999, le conglomérat médiatique le plus important en Argentine.

### Controverses familiales
Ses succès financiers n'empêchent pourtant pas de nombreuses controverses entourant sa personne. Elle est en conflit judiciaire avec l'enfant unique du premier mariage de Roberto Noble avec Guadalupe Zapate, Guadalupe Noble, née en 1958. Le différend est pour l'instant réglé, bien que la question d'une participation majoritaire dans le Grupo Clarín de la part de cette dernière reste en suspens.
Ernestina Noble est arrêtée en décembre 2002 par ordonnance du juge Roberto Marquevich, à la suite d'une plainte déposée par l'ONG Les grands-mères de la place de mai, alléguant que les deux enfants qu'elle a adoptés en 1976, Felipe et Marcela ont pu être enlevés à des familles de dissidents pendant la dictature militaire qui régissait alors le pays. Des tests ADN sont alors demandés. Elle refuse, et la justice tranche en sa faveur en juin 2008, même si l'affaire reste en litige. Le 17 octobre 2009, la présidente Cristina Kirchner a proposé une loi sur la présentation obligatoire d'échantillons d'ADN dans des affaires liées aux crimes contre l'humanité, décision saluée par les ONG, mais condamnée par l'opposition, qui considère qu'il s'agit d'une attaque politique contre Ernestina Noble, avec qui la présidente entretient des relations tendues.